# Iodictyum megapora
Iodictyum megapora är en mossdjursart som beskrevs av Ratna Guha och Gopikrishna 2007. Iodictyum megapora ingår i släktet Iodictyum och familjen Phidoloporidae. Inga underarter finns listade i Catalogue of Life.